# Georg Friedrich Hildebrandt

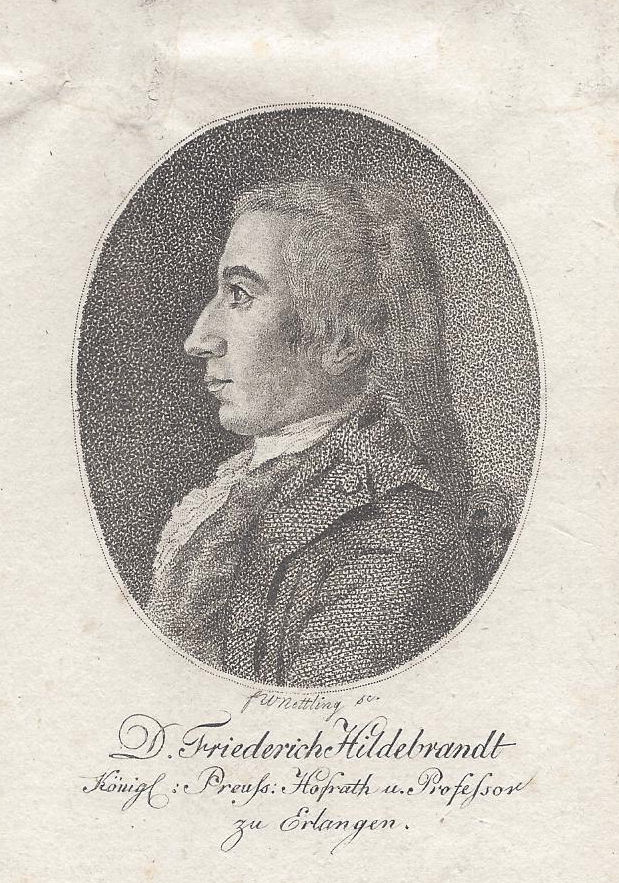
Georg Friedrich Hildebrandt, kopparstick av Friedrich Wilhelm Nettling.

Georg Friedrich Hildebrandt, född den 5 juni 1764 i Hannover, död den 23 mars 1816 i Erlangen, var en tysk anatom.
Hildebarndt blev 1786 professor i anatomi i Braunschweig, kallades 1793 till professor i medicin och kemi i Erlangen samt övertog några år senare lärostolen i fysik där. Hildebrandts skrifter berör anatomi, fysiologi, medicin och kemi. Bland dem är de viktigaste De pulmonibus (1783), De motu iridis (1786), Geschichte der Unreinigkeiten im Magen und den Gedärmen (1789–1790), Lehrbuch der Physiologie (1795; 5:e upplagan 1828), Encyclopädie der gesammten Chemie (1799–1818) samt Lehrbuch der Anatomie des Menschen (1789–1792; 4:e upplagan 1830–1832), hans huvudarbete, som genom sin grundlighet, överskådlighet och klarhet överträffar alla tidigare framställningar av anatomin.